# قسم كتشو الريفي (مقاطعة أردستان)
قسم کتشو الريفي (بالفارسية: دهستان کچو) هي منطقة سكنية تقع في إيران في قسم. يقدر عدد سكانها بـ 1,771 نسمة .